# Nice ’N’ Sleazy
Nice 'N' Sleazy — песня британской рок-группы The Stranglers, вошедшая в третий студийный альбом Black and White и в 1978 году выпущенная United Artists Records первым синглом из него, с песней «Shut Up» на обороте. Сингл вышел в Великобритании (каталоговый номер — UP 36379) и в Германии (36 379 AT). Сингл «Nice 'N' Sleazy» поднялся до #18 в UK Singles Chart.

## Список композиций
- Nice 'n' Sleazy (3:25)
- Shut Up (1:06)

## История
В тексте песни (в которой, как отмечалась, группа попыталась создать нечто вроде собственной мифологии) сюрреалистически соединились несколько мотивов: тема викингов, насилие, физическое и сексуальное, а также общение в Голландии с «Ангелами Ада»: один из «ангелов» передстает здесь в качестве потустороннего персонажа («Ангел явился снаружи, ни ореола, ни отца — на нём были одеяния многих цветов»). Жан-Жак Бёрнел рассказал об этой истории в интервью Словацкому телевидению:
У нас был там очень странный, почти сюрреалистический опыт общения с Ангелами Ада, которым правительство выделило загородный клуб и выделила каждому участнику зарплату — только за то, чтобы они буйствовали в специально отведённом для этого месте, а не в городе. Власти прекрасно знали, что с ними связаны наркоторгоцы и сутенеры… И я подумал: хорошо устроились: не работают — стригут деньги со всех сразу, включая правительство: Nice N’Sleazy!..Ж.-Ж.- Бёрнел

## Отзывы критики
Рецензент AllMusic Том Магиннис расценил выпуск Nice 'N' Sleazy первым синглом из альбома Black and White как попытку группы закрепить свою репутацию панк-провокаторов. Во всяком случае, это касалось внешних атрибутов: на обложку сингла была вынесена полицейская фотография женщины, ставшей жертвой убийства.
Между тем, аранжировка композиции, построенная на сочетании запоминающегося басового риффа, мощного среднетемпового бита и гитарных аккордов, словно бы воспроизводивших ритмы реггей, была далеко не панковской; психоделический элемент вносило и продолжительное синтезаторное соло Гринфилда, соединявшее две части песни, каждая из которых венчалась весьма продолжительными повторениями строки-рефрена: «Мило-и-по́шло: решает, решает, решает во все времена» (Nice and sleazy does it, does it does it does it all the time.)

## Издания
- 1978 — Black and White (3:12, United Artists Records/EMI)
- 1982 — The Collection (1977—1982, EMI)
- 1988 — All Live and All of the Night (4:25, Epic)
- 1989 — Singles (The UA Years) (3:14, Liberty)
- 1992 — The Old Testament (The Ua Studio Recordings 1977—1982) (3:12, EMI)
- 1993 — Death & Night & Blood (3:38, Receiver)
- 1995 — Stranglers & Friends (6:43, Castle Music Ltd.)
- 1997 — 1978: 20 Original Chart Hits (3:12, Tabak)
- 1997 — Access All Areas (3:44, Voiceprint Records)
- 1997 — The Hit Men 1977—1991 (3:12, EMI)
- 1997 — Live in London (3:37, Rialto)

## Видео
- Nice 'N' Sleazy. Top of the Pops, 1978.